# 僕のトナリ
「僕のトナリ」は、Sanaの1作目のシングル。2004年6月23日にKONAMIから発売された。

## 概要
- Sanaのファーストシングル。
- テレビアニメ『わがまま☆フェアリー ミルモでポン! わんだほう』のエンディングテーマを収録している。

## 収録曲
1. 僕のトナリ
作詞：Sana / 作曲：鈴木捺浩 / 編曲：Haraddy
テレビアニメ『わがまま☆フェアリー ミルモでポン! わんだほう』エンディングテーマ
2. 君がいなくちゃ
作詞：Sana / 作曲：鈴木捺浩 / 編曲：Haraddy
3. エブリデイ・ラブリデイ
作詞・作曲・編曲：藤後浩之
のちに家庭用『pop'n music10』の新曲として収録され、アーケード版『pop'n music 13 カーニバル』で隠し曲として移植された。[1]家庭用『pop'n 10』と同日に発売された家庭用『beatmaniaIIDX 8th style』ではリミックスバージョンが収録されている。
4. 僕のトナリ（karaoke）
5. エブリデイ・ラブリデイ（karaoke）